# Zbigniew Żekanowski
Zbigniew Leon Żekanowski (ur. 3 czerwca 1927 w Izbicy Kujawskiej, zm. 3 kwietnia 2009 w Warszawie) – polski matematyk, współtwórca szkoły geometrii różniczkowej na Politechnice Warszawskiej.

## Życiorys
Urodził się w rodzinie Józefa Żekanowskiego i Anastazji z domu Kasper. W 1952 ukończył studia na Wydziale Matematyki, Fizyki i Chemii Uniwersytetu Mikołaja Kopernika w Toruniu, rok później został pracownikiem naukowym Politechniki Warszawskiej. W 1955 pracował w charakterze tłumacza z języka angielskiego w Misji Polskiej do Komisji Nadzorczej Państw Neutralnych w Korei. W 1965 uzyskał stopień doktora nauk matematycznych na Wydziale Inżynierii Budowlanej Politechniki Warszawskiej na podstawie rozprawy Pewne własności afinorów samo-dualnych w przestrzeni Riemanna V2m; promotorem był prof. Włodzimierz Wrona. W latach 1967–1968 przebywał na stażu naukowym w Moskiewskim Uniwersytecie Państwowym im. M.W. Łomonosowa (opiekunem był prof. Piotr Konstantynowicz Raszewski) oraz Kazańskim Uniwersytecie Państwowym (opiekunem był prof. Aleksander Pietrowicz Norden). W 1969 uzyskał stopień naukowy doktora habilitowanego nauk matematycznych w zakresie geometrii różniczkowej w Instytucie Matematyki Politechniki Warszawskiej, na podstawie rozprawy On Certain Generalization of the Concept of a Self Dual Tensor, and a Killing Tensor in a Vn. Od 1972 był organizatorem i współorganizatorem (razem z prof. Włodzimierzem Waliszewskim, prof. Wiesławem Sasinem i ks. prof. Michałem Hellerem) seminariów naukowych z geometrii różniczkowej i jej zastosowań w kosmologii i teorii czasoprzestrzeni, prowadzonych w Instytucie Matematyki Politechniki Warszawskiej. W latach 1972–1997 pełnił funkcję kierownika Zakładu Geometrii Różniczkowej Politechniki Warszawskiej, równolegle od 1973 przez pięć lat zajmował stanowisko zastępcy dyrektora ds. naukowych Instytutu Matematyki Politechniki Warszawskiej, był również członkiem Rady Naukowej Instytutu Matematyki oraz Rady Wydziału Fizyki Technicznej i Matematyki Stosowanej Politechniki Warszawskiej. Od 1974 do 1982 jako jeden z trzech kierowników przewodniczył Międzyuczelnianemu Środowiskowemu Studium Doktoranckiemu z Matematyki w Warszawie. W 1987 otrzymał tytuł naukowy profesora nauk matematycznych. W latach 1993–2009 zorganizował i kierował Zakładem Teorii i Zastosowań Matematyki Ubezpieczeniowej i Finansowej w Wyższej Szkole Ubezpieczeń i Bankowości w Warszawie.

## Dorobek naukowy

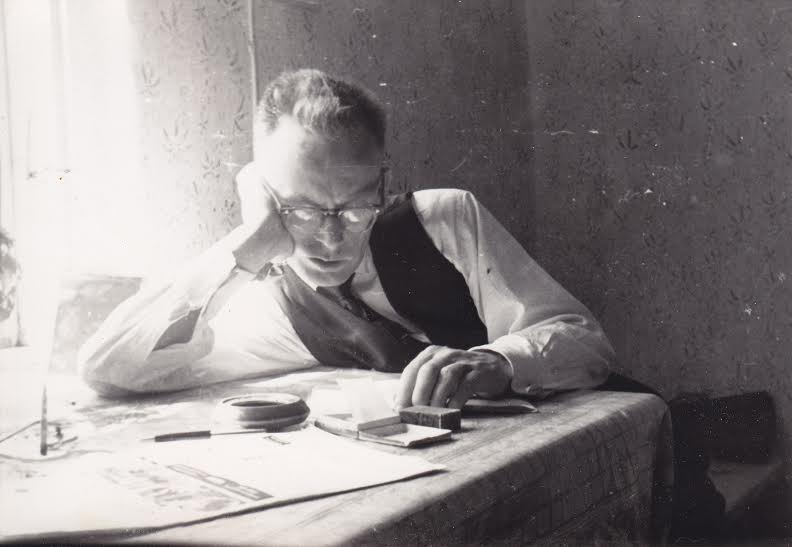
Zbigniew Żekanowski około 1959 (archiwum rodzinne)

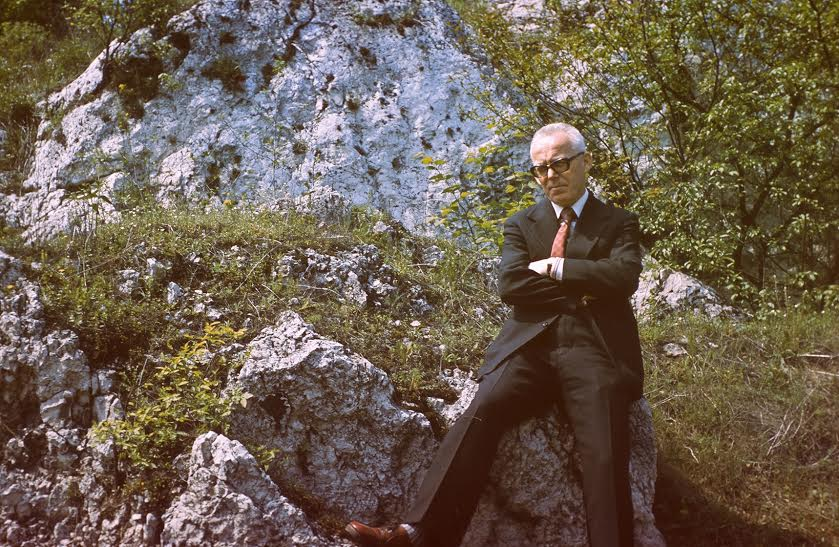
Zbigniew Żekanowski około 1975 (archiwum rodzinne)

Członek kolegium redakcyjnego „Demonstratio Mathematica” (1970-1997).
Autor i współautor ponad 40 artykułów naukowych oraz kilkunastu skryptów z matematyki.

### Ważniejsze publikacje
- Z. Żekanowski - On Certain Generalization of the Concept of a Self Dual Tensor, and a Killing Tensor in a Vn. Demonstratio Math. 1, 77-137 (1969);
- Z. Żekanowski - On Certain Generalization of the Concept of a harmonic and a Killing Tensor in a Vn. Demonstratio Math. 2, 201-221 (1970);
- Z. Żekanowski - On some properties of Riemannian space Vn with constant scalar curvature. Colloquium Math. 26, 145-148 (1974);
- Z. Żekanowski - On generalized symmetric curvature tensor fields in the Riemannian manifolds. Demonstratio Math. 11, 157-171 (1978);
- Z. Żekanowski - On some generalized 2-inner products in the Riemannian manifolds. Demonstratio Math. 12, 833-836 (1979);
- W. Sasin, Z. Żekanowski - Some sheaves over a differential space. Demonstratio Math. 16, 239-267 (1983);
- S. Gahler, Z. Żekanowski - Tensors, 2-inner products and projections. Demonstratio Math. 19, 747-766 (1986);
- W. Sasin, Z. Żekanowski - On locally finitely generated differential spaces. Demonstratio Math 20, 477–487 (1987);
- S. Gahler, Z. Żekanowski - Remarks on tensors and families of projections. Math. Nachr.143, 277-290 (1989);
- P. Multarzyński, Z. Żekanowski - On general Hamiltonian dynamical systems in differential spaces. Demonstratio Math. 24, 535-555 (1991);
- P. Multarzyński, W. Sasin, Z. Żekanowski - Vectors and vector fields of k-order on differential spaces. Demonstratio Math. 24, 558-572 (1991);
- Z. Żekanowski - On distributions in differential spaces. Demonstratio Math. 24, 665-675 (1991);
- M. Heller, P. Multarzyński, W. Sasin, Z. Żekanowski - On some generalizations of the manifold concept. Acta Cosmol. 18, 31-44 (1992);
- M. Heller, W. Sasin, A. Trafny, Z. Żekanowski - Differential spaces and new aspects of Schmidt’s b-boundary of space-time. Acta Cosmol.18, 57-75 (1992).

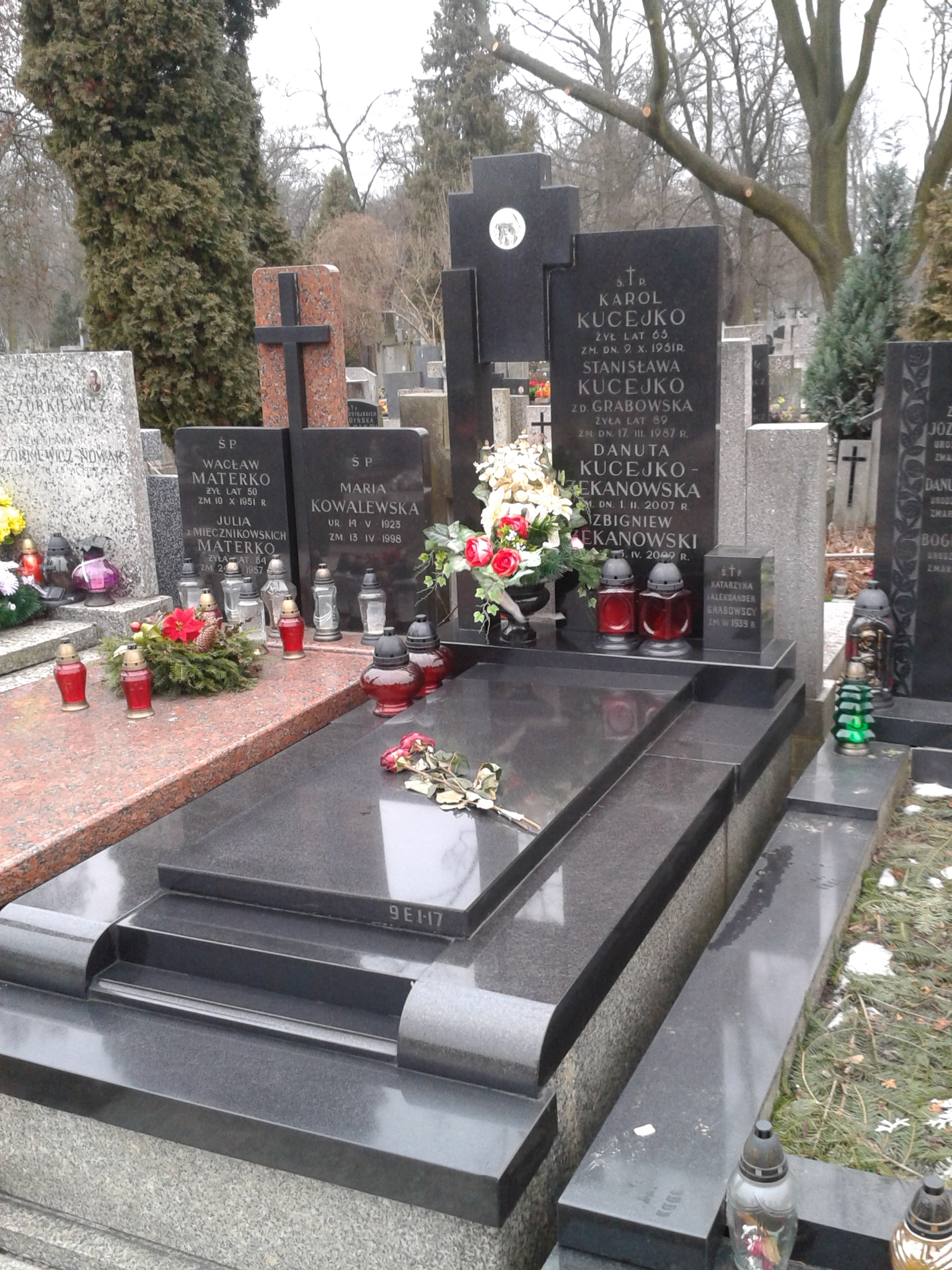
Grób Zbigniewa Żekanowskiego na cmentarzu Bródnowskim (kw. 9E, rząd 1)

## Odznaczenia
- Złoty Krzyż Zasługi (1973)
- Krzyż Kawalerski Orderu Odrodzenia Polski (1977)
- Złota Odznaka Zasłużony dla Politechniki Warszawskiej (1979)